# Saint-Martin-de-Landelles
Pour les articles homonymes, voir Saint-Martin.
Saint-Martin-de-Landelles est une ancienne commune française du département de la Manche et de la région Normandie, devenue le 1er janvier 2016 une commune déléguée au sein de la commune nouvelle de Saint-Hilaire-du-Harcouët.
Elle est peuplée de 1 102 habitants.

## Géographie

### Localisation
Virey est à 8 km au sud-ouest de la ville de Saint-Hilaire-du-Harcouët.
Couvrant 1 991 hectares, le territoire de Saint-Martin-de-Landelles était le plus étendu du canton de Saint-Hilaire-du-Harcouët.

### Hydrographie
- La Sélune borde le nord de son territoire.

### Communes limitrophes
| Isigny-le-Buat (comm. ass. des Biards), Saint-Laurent-de-Terregatte | Isigny-le-Buat (comm. ass. des Biards), Virey (comm. nouv. de Saint-Hilaire-du-Harcouët) | Virey (comm. nouv. de Saint-Hilaire-du-Harcouët) |
| Saint-Laurent-de-Terregatte, Hamelin                                | Saint-Martin-de-Landelles                                                                | Saint-Brice-de-Landelles                         |
| Saint-Georges-de-Reintembault (Ille-et-Vilaine)                     | Monthault (Ille-et-Vilaine)                                                              | Saint-Brice-de-Landelles                         |

## Toponymie
Le nom de la localité est attesté sous la forme ecclesia Sancti Martini de Landelles en 1412.
La paroisse est dédiée à Martin de Tours, évêque de Tours, à l'origine des premiers monastères en Gaule.
Le toponyme Landelles, partagé par Landelles-et-Coupigny dans l'arrondissement de Vire, dérive du gaulois landa, « lande », et du suffixe latin de présence -ella. L'endroit devait donc se caractériser par la présence de landes.
Le gentilé est Landelais.

## Histoire
Les premières familles nobles connues à Saint-Martin-de-Landelles sont celles des Avenel et des Romilly dont un membre participa à la conquête normande de l'Angleterre.

## Politique et administration
Le conseil municipal était composé de quinze membres, dont le maire et trois adjoints.

## Population et société

### Démographie
L'évolution du nombre d'habitants est connue à travers les recensements de la population effectués dans la commune depuis 1793. À partir du 1er janvier 2009, les populations légales des communes sont publiées annuellement dans le cadre d'un recensement qui repose désormais sur une collecte d'information annuelle, concernant successivement tous les territoires communaux au cours d'une période de cinq ans. 
Pour les communes de moins de 10 000 habitants, une enquête de recensement portant sur toute la population est réalisée tous les cinq ans, les populations légales des années intermédiaires étant quant à elles estimées par interpolation ou extrapolation. Pour la commune, le premier recensement exhaustif entrant dans le cadre du nouveau dispositif a été réalisé en 2008,.
En 2021, la commune comptait 1 102 habitants, en évolution de −1,96 % par rapport à 2015 (Manche : +0,44 %, France hors Mayotte : +2,49 %).
| 1793  | 1800  | 1806  | 1821  | 1831  | 1836  | 1841  | 1846  | 1851  |
| ----- | ----- | ----- | ----- | ----- | ----- | ----- | ----- | ----- |
| 2 000 | 1 991 | 2 059 | 1 989 | 1 947 | 1 955 | 1 900 | 2 026 | 2 007 |

| 1856  | 1861  | 1866  | 1872  | 1876  | 1881  | 1886  | 1891  | 1896  |
| ----- | ----- | ----- | ----- | ----- | ----- | ----- | ----- | ----- |
| 1 960 | 1 897 | 1 845 | 1 740 | 1 680 | 1 700 | 1 616 | 1 602 | 1 588 |

| 1901  | 1906  | 1911  | 1921  | 1926  | 1931  | 1936  | 1946  | 1954  |
| ----- | ----- | ----- | ----- | ----- | ----- | ----- | ----- | ----- |
| 1 551 | 1 521 | 1 338 | 1 152 | 1 222 | 1 316 | 1 312 | 1 259 | 1 228 |

| 1962  | 1968  | 1975  | 1982  | 1990  | 1999  | 2008  | 2013  | 2018  |
| ----- | ----- | ----- | ----- | ----- | ----- | ----- | ----- | ----- |
| 1 303 | 1 305 | 1 255 | 1 301 | 1 263 | 1 224 | 1 174 | 1 138 | 1 142 |

| 2019  | - | - | - | - | - | - | - | - |
| ----- | - | - | - | - | - | - | - | - |
| 1 126 | - | - | - | - | - | - | - | - |

## Culture locale et patrimoine

### Lieux et monuments
- Église Saint-Martin des XVe – XVIIIe siècles. Elle abrite des fonts baptismaux du XVe, une Vierge de douleurs du début du XVIe, une sainte Sabine, copie d'un tableau du peintre Sassoferrato du XVe[6].

Les patrons de la paroisse étaient les prieurs du Rocher.
- Parc d'attraction de l'Ange Michel, dans la vallée de la Sélune.
- Ancien presbytère-manoir du XVIe siècle qui a été rénové et abrite les services de la mairie, ainsi qu'un musée consacré au cyclisme. La chapelle bâtie en 1884 a été restaurée[6].
- Croix de chemin des XVIIe et XIXe siècles du Bois Renault, à la Touche et au Mesliers.
- Calvaire du Bois-Avenel.
- Lavoir à l'Étang-Hardouin.

Pour mémoire
- Chapelle de la Magdeleine.

### Label
La commune est une ville fleurie (trois fleurs) au concours des villes et villages fleuris.

### Sports
La Polynormande ou Poly Normande, est une course cycliste d'un jour disputée dans la commune vers la fin de juillet/début août, qui a été créée par Daniel Mangeas, le speaker du Tour de France et enfant de la commune.

### Personnalités liées à la commune
- Daniel Mangeas (né en 1949), speaker officiel et emblématique du Tour de France durant 40 ans et fondateur de la Polynormande, habite Saint-Martin-de-Landelles[16].